# فيليم الأول ملك هولندا
فيليم الأول هو أول ملك لهولندا ودوق لوكسمبورغ ودوق ليمبورغ. ولد في مدينة لاهاي في 24 أغسطس عام 1772, وتوفي في برلين في 12 ديسمبر 1843. عيّن نفسه أميراً على هولندا بين عامي 1813-1815 ثم أعلن نفسه ملكاً على هولندا في 16 مارس 1815. وفي 9 يونيو من نفس العام أصبح دوق لوكسمبورغ، وفي عام 1839 أصبح دوق ليمبورغ.

## سيرته
كان والده (فيلم الخامس) أمير جمهورية هولندا، بينما كان هو يعرف بالأمير فيلم السادس. تزوج من فيلمينا (فريدريكا لويزا) في 1 أكتوبر عام 1791 وهي ابنة فريدرش فيلهلم الثاني ملك بروسيا.توفيت عام 1837. تزوج بعدها من الكونتيس هيرنيت في 17 فبراير عام 1841، وكان زواجه منها زواجاً مرغنطياً. توفي فيلم بعدها بسنتين.

### حياته في الصغر ومسيرته العسكرية
كان الابن الأكبر لأبيه، وولي عهده في فترة حكمه. تلقى تعليمه هو وأخوه الأصغر الأمير فريدريك على يد الرياضي السويسري ليونهارد أويلر، والمؤرخ الألماني هيرمان توريوس. التحق فيلم الأول بمدرسة للتعليم العسكري في براونشفايغ في ألمانيا والتي كانت تعد من أرقى مدارس البلاد.
بعد ذلك درس لفترة قصيرة في جامعة ليدن، ثم عُين جنرالاً في سلاح المشاة في عام 1790، حيث كان أبوه قائده العام. وبعدها أصبح عضواً في مجلس الدولة في هولندا في نوفمبر 1791.

## ملك هولندا
بعدما فر الإمبراطور الفرنسي نابليون بونابرت من جزيرة إلبا التي كان قد نُفي إليها من قبل الإنجليز, خشي فيلم الأول على حكمه وبلاده، فأعلن هولندا مملكة في 16 مارس 1815. كما شارك ابنه فيلم الثاني في معركة واترلو والتي كانت المعركة الأخيرة لنابليون.
بعد نهاية معركة واترلو, أنشأ فيلم الأول دستوراً جديداً للبلاد والذي كان يشبه الدستور القديم إلى حد كبير، حيث كان يعطي الملك صلاحيات واسعة.

## التخلي عن الحكم

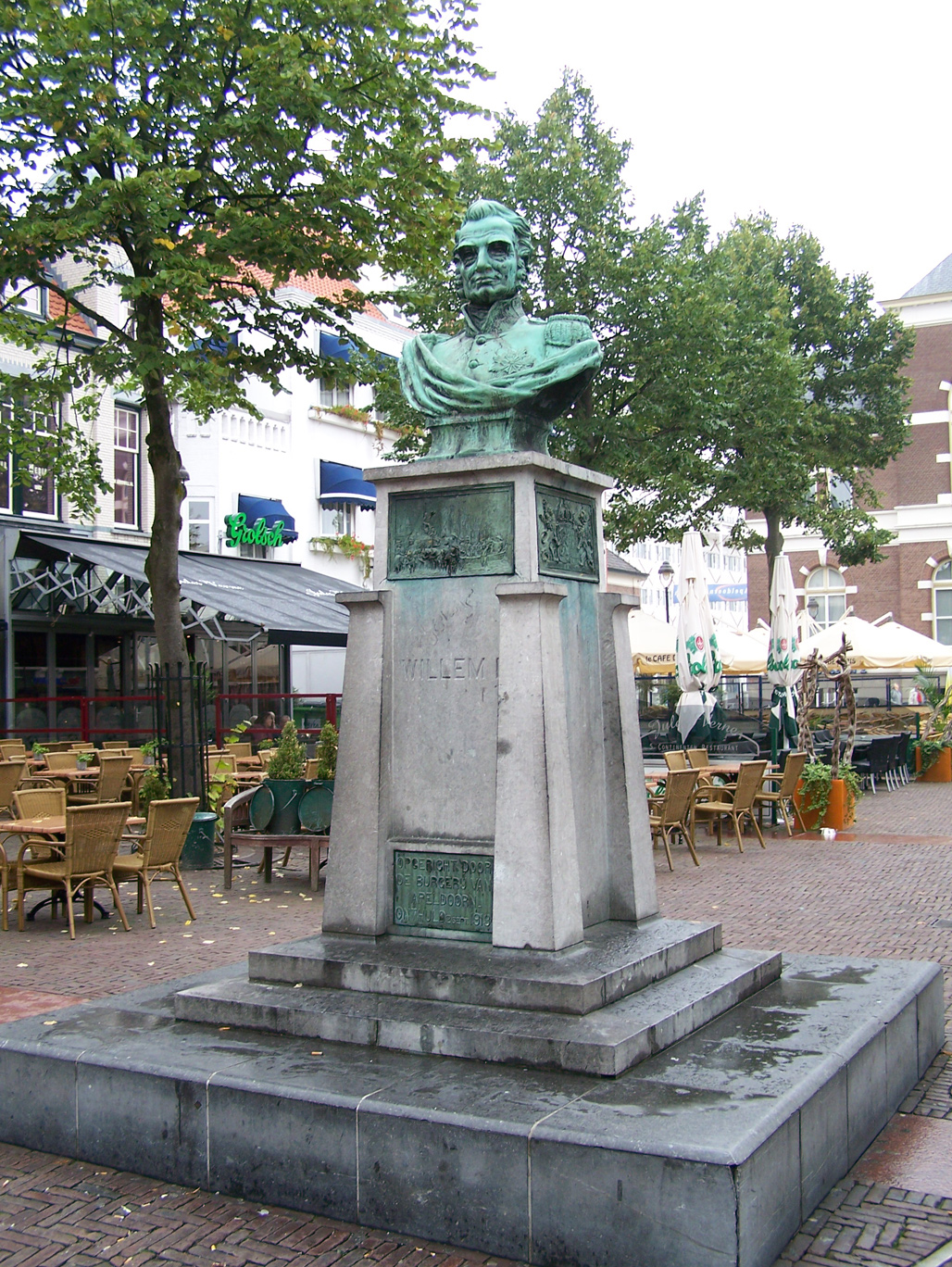
تمثال فيلم الأول في آبلدورن

حصل في عام 1840 العديد من التغييرات في الدستور والتي قللت من سلطات الملك، الأمر الذي لم يرق لفيلم الأول. كذلك نجحت بلجيكا في الاستقلال عن هولندا بعد الثورة البلجيكية. كل هذه العوامل أدت إلى رغبة فيلم بالاستقالة.
تخلى فيلم الأول عن الحكم في 7 أكتوبر عام 1840، وخلفه ابنه الأكبر فيلم الثاني.

## وفاته
توفي فيلم الأول في 12 ديسمبر عام 1843 في برلين, وكان يبلغ من العمر حينها 71 سنة.

## الأبناء
أنجب مع زوجته فيلمينا ستة أبناء هم:
- الأمير فيلم الثاني (ولد في لاهاي عام 1792,وتوفي في تلبرغ عام 1849) وأصبح ملكا بعد والده.
- الأمير فريدريك (ولد في برلين عام 1797,وتوفي في واسينار عام 1881)
- الأميرة بولينا (ولد في برلين عام 1800,وتوفيت وهي صغيرة عام 1806)
- الأميرة ماريان (ولدت في برلين عام 1810,وتوفيت عام 1883.

كما أنه أنجب صبيان توفيا أثناء ولادتهما وكان ذلك في عامي 1795 و1806.